# Videofluoromanometria
La videofluoromanometria (VFM) è una tecnica diagnostica utilizzata per la valutazione del paziente disfagico che prevede la contemporanea esecuzione della videofluoroscopia (VFS) e la registrazione simultanea di un tracciato manometrico.

## Apparecchiatura
Per l'esecuzione della videofluoromanometria è necessaria una apparecchiatura radiografica ed una manometrica, collegati ad un sistema computerizzato dotato di scheda grafica per la gestione di immagini radiografiche e software dedicato per la registrazione digitale ad elevata frequenza delle immagini radiografiche, e del simultaneo di un tracciato manometrico. 

## Tecnica
La registrazione inizia dopo aver posizionato un sondino manometrico con microtrasduttori endoluminali allo stato solido, introdotto attraverso le cavità nasali. I sondini di ultima generazione presentano 5 microtrasduttori distanziati di 2 cm l'uno dall'altro e dopo essere stati spinti fin nello stomaco, con un pull-trough vengono posizionati in modo che l'ultimo microtrasduttore si trovi a livello dello sfintere esofageo superiore (SES), i tre centrali in faringe ed il primo in corrispondenza del cuscinetto del Passavant. 
L'esame VFM segue gli stessi tempi della VFS e inizia con una valutazione di base (senza mezzo di contrasto, MdC) della motilità delle corde vocali e del palato molle; poi si passa alla fase contrastografica durante la quale viene utilizzato MdC baritato per via orale che il paziente è invitato a trattenere nella cavità e deglutire al comando dell'operatore. Tutte le fasi del processo sono videoregistrate sia in proiezione latero-laterale che antero-posteriore. 

## Analisi
Terminata la fase di acquisizione, le immagini ottenute vengono valutate rivedendo la registrazione in tempo reale, a velocità ridotta o fotogramma per fotogramma.

## Indicazioni alla VFM
- segni e sintomi non compatibili con la valutazione all'esame obiettivo del paziente
- confermare una diagnosi di sospetto paziente disfagico con grave deficit mentale
- dimagramento, disidratazione o complicanze broncopolmonari in pazienti ad alto rischio di disfagia
- valutare la possibilità di alimentazione orale nei pazienti a rischio di aspirazione
- verificare l'efficacia di posture e manovre di compenso
- peggioramento di disfagia nota
- diagnosi differenziale

## Applicazioni
La VFM è in grado di valutare tutte le fasi della deglutizione e in particolare è in grado di evidenziare e caratterizzare all'esame morfologico:
- posizione anomala di tenuta del cibo
- disturbi nel controllo del bolo della peristalsi linguale
- residui post-deglutitori nelle vallecule glosso-epigottiche e/o nei seni piriformi
- aspirazione del mdc in laringe
- penetrazione del mdc in laringe
- elevazione e chiusura laringea
- reflusso in esofago e in faringe
- fistole tracheo-esofagee
- diverticoli faringei ed esofagei

la contemporanea valutazione manometrica aggiunge informazioni riguardo a:
- pompa linguale
- pressione di contrazione della muscolatura a livello del faringe prossimale medio e distale
- durata della contrazione della muscolatura faringea a livello prossimale, medio e distale
- pressione a riposo dello SES
- pressione residua e tempo impiegato per il rilasciamento dello SES
- pressione massima dello SES
- distanza della SES dalla rima nasale
- lunghezza dello SES
- durata rilasciamento dello SES